# Topf und Söhne
 (juillet 2012).
Si vous disposez d'ouvrages ou d'articles de référence ou si vous connaissez des sites web de qualité traitant du thème abordé ici, merci de compléter l'article en donnant les références utiles à sa vérifiabilité et en les liant à la section « Notes et références ».
 (juillet 2012).

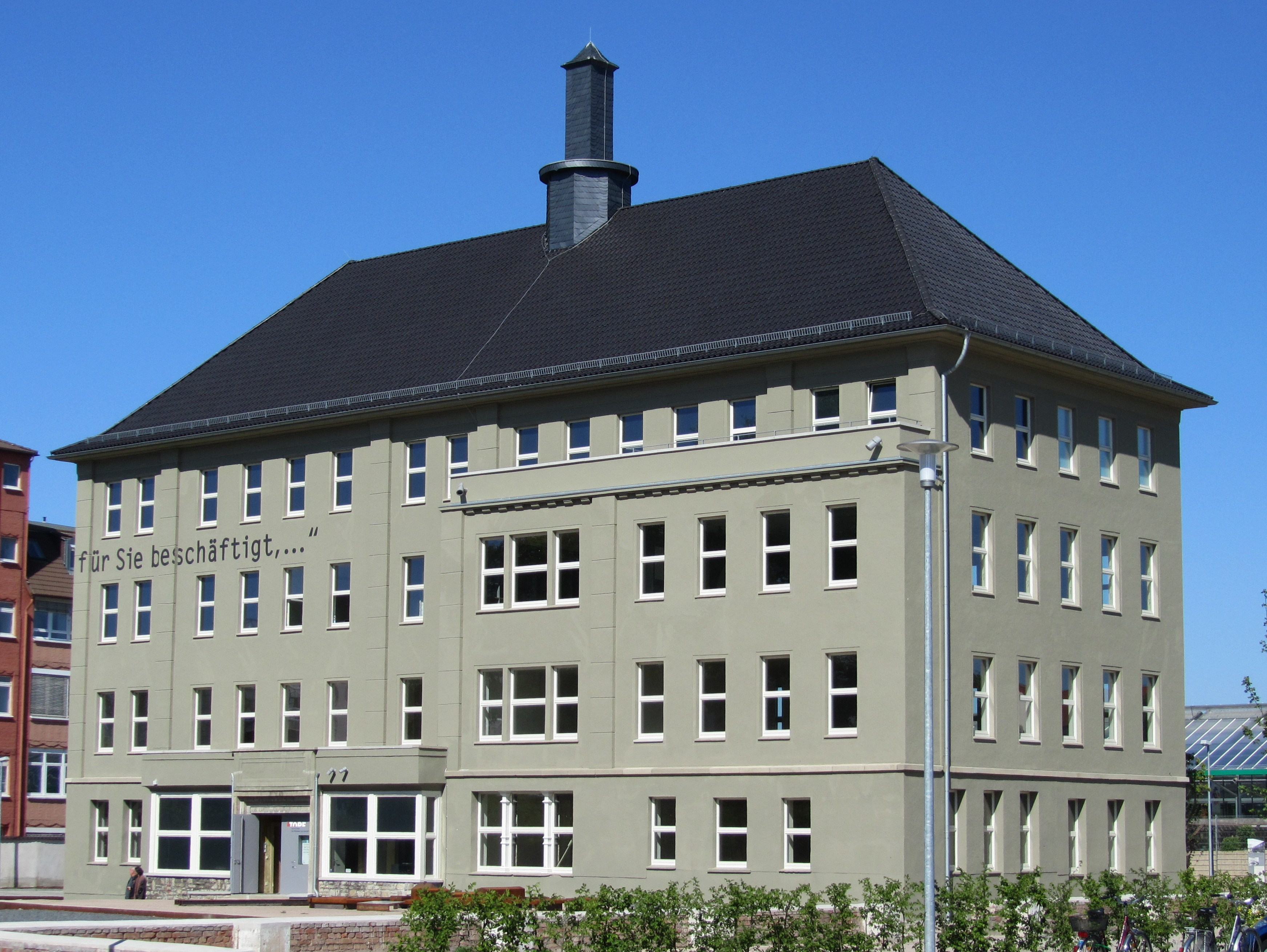

Topf & Fils (J.A. Topf und Söhne) est une société allemande spécialisée en installations de chauffage qui fut créée en 1878 à Erfurt. Elle fut l'un des deux principaux fournisseurs des fours crématoires utilisés par l'Allemagne nazie.
Au début du XXe siècle, elle était déjà l'un des plus grands fabricants mondiaux d'installations de chaufferies industrielles pour brasseries. En 1914, l'entreprise se lança sur un nouveau marché et se mit à construire des installations d'incinération pour les crématoires municipaux. Même si ces fours particuliers ne représentaient qu'une petite activité annexe pour la société, celle-ci parvint rapidement à conquérir une place de leader sur le marché des fours crématoires en Allemagne. Les installations Topf & Fils représentaient une avancée considérable pour les crémations lors de funérailles religieuses.

## Les frères Topf
C'est dans les années 1930 que Ludwig et Ernst Wolfgang Topf commencèrent à travailler dans l'entreprise créée par leur grand-père. Grâce à des contrats lucratifs pour un programme de construction d'entrepôts pour l'armée, ils purent consolider leur entreprise qui avait connu des revers à la suite de la crise économique mondiale. Pourtant, ils ne tirèrent pas de bénéfice de leurs contrats avec la SS, qui ne représentaient que 3 % de leur chiffre d'affaires. La firme Topf commence sa collaboration avec les SS en concevant et vendant des fours crématoires pour Buchenwald. Puis elle emporte le "marché du siècle" consistant à équiper les crématoires II à V à Auschwitz-Birkenau. Un brevet portant sur un four fonctionnant en continu est même déposé.
En 1941, Ludwig Topf parvint à se soustraire à son service militaire en affirmant qu'il était indispensable pour le projet Auschwitz. Après la guerre, il se suicida. Ernst Wolfgang Topf passa à l'Ouest et tenta de créer une société de fours crématoires et d'incinérateurs à déchets. Il ne fut jamais inquiété par la justice.

## Les ingénieurs
Au sein de leur entreprise, les frères Topf dépendaient de la longue expérience de leurs chefs de division et de leurs ingénieurs de l'époque. Ceux-ci développaient les machines spéciales Topf qui étaient ensuite produites dans les ateliers de l'entreprise. Kurt Prüfer, le directeur de la division de Construction des Fours Spéciaux, était dans une situation difficile sur le plan interne, car la direction de l'entreprise jugeait qu'il rapportait trop peu de bénéfices. C'est lui qui accéléra, à partir de 1939, la collaboration de Topf & Fils avec la SS. Il était l'un des quatre ingénieurs qui furent arrêtés et condamnés par les fonctionnaires soviétiques en 1946. Il mourut le 24 octobre 1952 d'une hémorragie cérébrale dans la baraque-hôpital n° 23 d'un camp spécial du ministère de l'Intérieur.

## Du business dans lescamp de concentration: les complices passifs et actifs au sein de l'entreprise
Malgré de nombreux efforts pour étouffer toute l'affaire, les complicités passives et actives ont laissé des traces. On les retrouve, partiellement cachées, dans les documents de l'exposition. La direction de l'entreprise, les ingénieurs et les monteurs non seulement livrèrent les fours crématoires pour faire disparaître les personnes assassinées. Conformément aux exigences de la SS - ils perfectionnèrent également les chambres à gaz en installant des systèmes de ventilation dans les crématoires II et III et un système d'aspiration de l'air dans le crématoire V. Pour ce faire, il leur fallut observer les premiers massacres et incinérations dans les crématoires. Les employés en question se servirent de leurs observations pour optimiser les installations d'extermination.

## Témoignages des usines de la mort
En tant que témoins du génocide, les détenus du camp de concentration tentèrent de laisser des témoignages avant la libération d'Auschwitz. Des témoignages oculaires de membres du 'Sonderkommando', qui étaient forcés de travailler dans les crématoires, attestent du déroulement des massacres et de la destruction des cadavres. Ils témoignent de ce que subissaient les gens à cet endroit. En même temps, ils confirment l'importance qu'a eue Topf & Fils pour le perfectionnement de l'extermination industrialisée. Sans Topf, les SS n'auraient jamais pu mettre en place un tel système d'élimination des humains.

## Topf & Fils, partenaires de la SS: initiatives et avantages
L'extermination d'êtres humains n'était pas un phénomène passager dans le national-socialisme. Elle était clairement conçue pour le long terme et susceptible de se développer, et on s'en rendait bien compte chez Topf & Fils. Sans sollicitation, de leur propre initiative, les ingénieurs de la société imaginèrent des installations encore plus efficaces pour l'extermination d'un nombre de gens toujours croissant. Leurs projets dépassaient de loin les exigences de la SS. Les avantages obtenus en échange étaient modestes, et ne peuvent expliquer que (très) partiellement un tel engagement. Cependant les relations avec la SS étaient houleuses. En effet, les fours étaient peu fiables et n'étaient garantis que deux mois. Il existait aussi un système de double facturation qui permet de penser que Topf essayait de tirer profit de la SS par tous les moyens.

## Après la guerre: effacer les traces - se souvenir - nier
Pour effacer les traces de leurs crimes, les SS firent sauter les crématoires d'Auschwitz-Birkenau en janvier 1945. Mais les gravats restés là témoignaient du génocide. Les vestiges des crématoires acquirent rapidement la signification symbolique de monuments funéraires et de lieux de mémoire. Ils donnent au souvenir une forme visible et tangible. Les dirigeants de Topf & Fils, tout comme les employés concernés, nièrent toute culpabilité et toute complicité de ces crimes. La SS fut désignée comme seule coupable. L'entreprise dans laquelle fut absorbée Topf & Fils à l'époque de la RDA tenta de faire endosser toute la responsabilité aux propriétaires capitalistes de l'entreprise.

## Source
Cet article est copié avec permission du catalogue de l'exposition de Malignes, http://www.topf.be/fr/topf.html